# Bonfield (Illinois)
Pour les articles homonymes, voir Bonfield.
Bonfield est un village du comté de Kankakee, dans l'Illinois, aux États-Unis. Il est incorporé le 22 août 1888. Lors du recensement de 2010, la ville comptait une population de 364 habitants.

## Source de la traduction
- (en) Cet article est partiellement ou en totalité issu de l’article de Wikipédia en anglais intitulé « Bonfield, Illinois » (voir la liste des auteurs).